# She’s Like the Wind
She’s Like the Wind ist ein Popsong aus dem Jahr 1987. Das Stück ist Teil des Soundtracks von Dirty Dancing und wurde von Hauptdarsteller Patrick Swayze und der Sängerin Wendy Fraser gesungen.

## Hintergrund
Swayze hatte das Lied zusammen mit dem Film- und Fernsehkomponisten Stacy Widelitz ursprünglich für den Film Grandview, U.S.A. aus dem Jahr 1984 verfasst. Allerdings wurde es in diesem Film nicht verwendet. Während der Produktion des Films Dirty Dancing spielte Swayze das Lied den Produzenten vor, die es daraufhin für den Soundtrack übernahmen. Aufgenommen wurde das Lied im November 1986; die Veröffentlichung fand im Dezember 1987 statt.

## Musikvideo
Das Musikvideo zu She’s Like the Wind wurde in Schwarz-Weiß gedreht. Es zeigt Original-Ausschnitte aus dem Film Dirty Dancing. Außerdem werden Szenen von Patrick Swayze und Wendy Fraser eingeblendet. Das Video befindet sich auch auf der DVD zum Film.

## Kommerzieller Erfolg

### Chartplatzierungen
Das Lied wurde genauso wie der Film ein großer Erfolg. She’s Like the Wind erreichte Platz 3 in den US-amerikanischen Charts und in vielen anderen Ländern die Top 10 der Charts.
| ChartsChartplatzierungen       | Höchstplatzierung | Wochen |
| ------------------------------ | ----------------- | ------ |
| Deutschland (GfK)              | 14 (16 Wo.)       | 16     |
| Österreich (Ö3)                | 15 (2 Wo.)        | 2      |
| Schweiz (IFPI)                 | 23 (5 Wo.)        | 5      |
| Vereinigte Staaten (Billboard) | 3 (21 Wo.)        | 21     |
| Vereinigtes Königreich (OCC)   | 17 (13 Wo.)       | 13     |

| ChartsJahrescharts (1988)      | Platzierung |
| ------------------------------ | ----------- |
| Deutschland (GfK)              | 74          |
| Vereinigte Staaten (Billboard) | 40          |

### Auszeichnungen für Musikverkäufe
| Land/Region                  | Auszeichnungen für Musikverkäufe (Land/Region, Auszeichnung, Verkäufe) | Verkäufe |
| ---------------------------- | ---------------------------------------------------------------------- | -------- |
| Vereinigtes Königreich (BPI) | Platin                                                                 | 600.000  |
| Insgesamt                    | 1× Platin ·                                                            | 600.000  |

## Verwendung
Im Film (500) Days of Summer aus dem Jahr 2009 erzählt die Figur Tom davon, dass er diesen Song jedes Mal höre, wenn er seine Kollegin Summer ansieht oder an sie denkt.

## Coverversionen
- Auf Jan Waynes Album Back Again! von 2002 befindet sich eine Coverversion des Liedes.
- 2006 coverte die Gruppe Vibekingz feat. Maliq das Lied und erreichte mit Platz 2 in Deutschland eine höhere Chartposition als das Original.
- Mehrzad Marashi coverte das Lied 2006 unter dem Titel She’s Gone.
- Anfang 2007 war eine weitere Version von Lumidee mit Tony Sunshine in den Charts.
- Die britische Band Ultrabeat coverte das Lied auf ihrem 2008 erschienenen Album Discolights: The Album.
- 2021 erschien von Tom Wilcox & DJKC feat. Tom Luca eine Dance- und House-Version